# Villafalletto
Villafalletto (en français, Villefalet) est une commune italienne de la province de Coni, dans la région Piémont.

## Administration
| Période                                  | Période  | Identité   | Étiquette    | Qualité |
| ---------------------------------------- | -------- | ---------- | ------------ | ------- |
| depuis 2004                              | En cours | Ilio Piana | lista civica |         |
| Les données manquantes sont à compléter. |          |            |              |         |

### Communes limitrophes
Busca, Centallo, Costigliole Saluzzo, Fossano, Savigliano, Tarantasca, Verzuolo, Vottignasco

## Personnalités nées à Villafalletto
- Bartolomeo Vanzetti (1888-1927), militant anarchiste italo-américain.

## Jumelages
- Torremaggiore (Italie) depuis 2009